# Gianfredo Comazzi
Gianfredo Comazzi (Novara, 1º luglio 1938) è un imprenditore italiano, attivo nelle associazioni di tutela e promozione dell'industria e delle attività produttive, sia a livello locale (Novara e Piemonte), che nazionale (Confindustria).

## Biografia
Figlio di Oscar e Marcellina Facchini, fratello di Adelrita, nasce a Novara nel 1938.

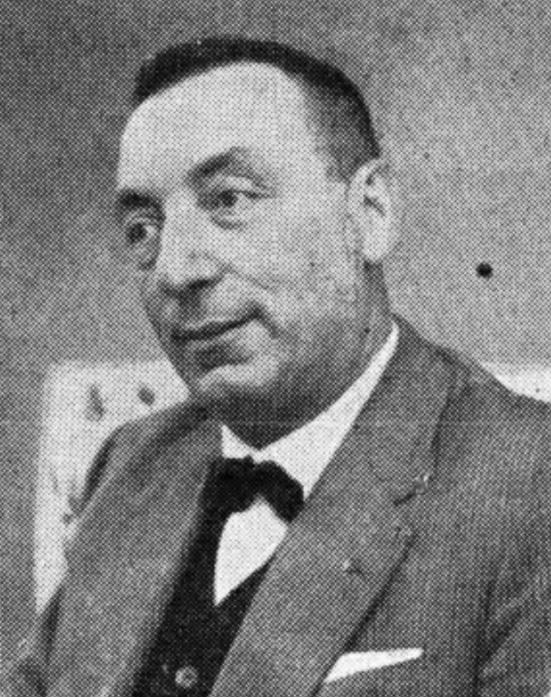
Il padre Oscar

### Anni '60
Nel 1963 si laurea al Politecnico di Milano in Ingegneria elettrotecnica, specializzandosi nell'ambito della costruzione di macchine ed iscrivendosi quindi all'Albo degli Ingegneri della Provincia di Novara.
Seguendo l'esempio del padre con l'impegno nel mondo cattolico, dal 1967 al 1970 è presidente dell'Unione Uomini dell'Azione Cattolica (UUACI) per la diocesi di Novara, assieme a Maria Settembri per l'Unione Donne (UDACI).

### Anni '70
Negli anni '70, dopo la costruzione dell'impianto di Garbagna Novarese, con la sorella Adelrita succede al padre alla direzione dell'azienda metalmeccanica di famiglia, la Metro-Com Engineering, di cui è da allora ai vertici, nel ruolo di presidente o amministratore delegato.
Dal 1979 al 1982 è presidente di Italy Export, il consorzio per l'esportazione industriale della provincia di Novara che opera con la collaborazione della Camera di Commercio e
dell'Associazione Industriali.

### Anni '80 e '90
Nel 1982, subentrando a Guglielmo Agradi, è eletto presidente dell'Associazione Industriali di Novara (AIN), riconfermato nel 1984, nel 1986 passa il testimone a Cesare Ponti. Due punti cardine del suo mandato sono la valorizzazione del Novarese come cerniera tra Piemonte e Lombardia e l'integrazione del mondo della scuola e dell'industria. Nell'ambito della stessa associazione aveva in precedenza ricoperto il ruolo di presidente del Gruppo Giovani e nel 1990 è nominato responsabile dei rapporti scuola-industria.
Nel 1986, conclusa la presidenza dell'AIN, entra nella giunta della Camera di Commercio di Novara.
Negli stessi anni il coinvolgimento nelle associazioni degli industriali si espande a livello regionale, ricoprendo tra il 1983 e il 1989 la carica di vicepresidente della Federazione delle Associazioni industriali del Piemonte, e nazionale, entrando nel 1981 nella giunta di Federexport (la federazione nazionale dei Consorzi di promozione delle esportazioni aderente al sistema Confindustria) e divenendone presidente dai primi anni '90 al 2014, quando gli subentra il marchigiano Luciano Brandoni. Durante la sua presidenza propugna e nel 2001 ottiene la collaborazione con l'Istituto per il Commercio Estero (ICE) di Roma (di cui è stato tra l'altro membro della commissione consultiva e docente di alcuni corsi di formazione mediante il CorCE), per rendere più incisiva l'attività di promozione del commercio delle aziende italiane all'estero.
Per Confindustria ricopre inoltre l'incarico di consigliere del comitato centrale della Piccola Industria, di membro del comitato tecnico confederale Scuola, Formazione e Ricerca e di membro della commissione dell'internazionalizzazione.
Parallelamente alle attività a livello regionale e nazionale menzionate, negli anni '80 e '90 amministra realtà assai più circoscritte della sua città natale, quali la Società Gestione Periodici, editrice del Corriere di Novara, e la Pia Casa della Divina Provvidenza, fondata dal padre.
Nel 1993 la Democrazia Cristiana novarese gli offre la candidatura a sindaco, che tuttavia cortesemente rifiuta, dato il poco tempo lasciato dalla professione e dall'incarico in Confindustria.

### Anni 2000
Dal 2001 al 2004 torna al timone dell'AIN, riassumendone la presidenza e puntando a consolidare il ruolo di cerniera dell'area Novarese fra il triangolo industriale Torino-Milano-Genova e l'Europa.
Al contempo prosegue l'opera per la Camera di Commercio di Novara, presiedendone l'azienda speciale EVAET (Ente di Valorizzazione Attività Economiche e Turistiche).
Al termine del mandato presso l'AIN è eletto presidente della stessa Camera di Commercio, per la quale, fra le altre cose, nel 2006 approva l'adesione alla Camera Arbitrale del Piemonte. Sempre nel contesto delle attività della Camera, nel 2005 è chiamato a dirigere il Comitato Malpensa, organismo che riunisce le Camere di Commercio di Novara, Milano e Varese allo scopo di promuovere il potenziamento dell'aeroporto omonimo verso il traffico intercontinentale, quale perno dello sviluppo dell'area lombardo-piemontese. In tale ruolo si ricorda la battaglia di Comazzi contro il declassamento di Malpensa a favore dell'aeroporto di romano di Fiumicino.

## Famiglia
È sposato con Margherita Castano, membro del club novarese della Soroptimist International e del Comitato di Novara della Croce Rossa Italiana, organizzazioni in cui ha ricoperto diversi ruoli dirigenziali. Hanno due figli, Oscar e Maria Cristina, nati rispettivamente nel 1967 e nel 1971.
Nel 1982 perde il padre, nel 2005 la madre.

## Riconoscimenti
Nel 2007 è nominato tra i Novaresi dell'anno, assieme al giornalista Gigi Santoro e ad Andrea Lebra, presidente dell'associazione "Liberazione e speranza".